# سد شهریار
سد شهریار (یا سد استور) سد بتنی دوقوسی است که در ۳۹ کیلومتری شمال شرقی شهر میانه بر روی رودخانه قزل‌اوزن در استان آذربایجان شرقی قرار دارد.
این سد شامل سه توربین فرانسیس جمعاً به قدرت ۲۷ مگاوات (دو توربین ۱۱٫۵ مگاوات و یک توربین ۴ مگاوات) است که توربینهای ۱۱٫۵ مگاواتی با سرعت ۳۷۵ دور در دقیقه و توربین ۴ مگاواتی با سرعت ۶۰۰ دور در دقیقه دوران می‌کند.
ظرفیت تولید این نیروگاه ۲۷ مگاوات است.
هدف از احداث این سد مخزنی، رسوبگیر سد سفیدرود، تأمین آب کشاورزی و تولید برق است. آب قابل تنظیم سالانه ۱۱۰۰ میلیون مترمکعب و تولید انرژی برق سالیانه معادل ۱۶۸ گیگاوات ساعت می‌باشد.